# دن گاسپار
دنیل گاسپار (انگلیسی: Daniel Gaspar؛ زاده ۲۷ اوت ۱۹۵۵) یک مربی فوتبال اهل پرتغال است. وی در سمت مربی دروازه‌بانان تیم ملی فوتبال ایران است.
گاسپار مربی سابق دانشگاه هارتفورد در تیم ملی پرتغال در جام جهانی ۲۰۱۰، اسپورتینگ لیسبون، گرامپوس ایت ژاپن، تیم ملی آفریقای جنوبی و مترواستارز با کیروش همکار بوده‌است.
گاسپار مربی دروازه‌بان‌های بنفیکا و پورتو هم بوده. او مربی ویتور بایا بود که در سال ۲۰۰۴ بهترین دروازه‌بان یوفا شناخته شد.

## حضور در فوتبال ایالات متحده امریکا
گاسپار در سال ۱۹۹۶ در فوتبال آمریکا حضور پیدا کرد و دستیار کارلوس کیروش در باشگاه فوتبال نیویورک رد بولز شد.
گاسپار و کیروش پروژه ۲۰۱۰ را با هم نوشتند. این برنامه‌ای برای فوتبال آمریکا بود که در آن چالش‌های پیش روی آمریکا برای فتح جام جهانی ۲۰۱۰ توضیح داده شده بود.
او در حالی از پست خود در دانشگاه هارتفورد برای پیوستن به دوست و همکارش کیروش در تیم فوتبال ایران استعفا داد که در این تیم ۳۶ برد، ۴۶ مساوی و ۲۱ باخت کسب کرده بود.
پاتریشیا مایسر، رئیس بخش ورزش و دستیار ویژه رئیس دانشگاه در بیانیه‌ای اعلام کرد: «دن نقشی کلیدی در شهرت یافتن تیم مردان هارتفورد در این دانشگاه داشت. رهبری و تعهد او در پیشبرد تیم مردان هارتفورد را به راحتی نمی‌توان جایگزین کرد. امیدواریم که گاسپار در تیم بعدی خود موفق باشد.
گاسپار همچنین مالک و مدیر آکادمی دروازه‌بانی ستارگان و مدرسه فوتبال ایالت کنتیکت است.